# Megachile simulator
Megachile simulator är en biart som beskrevs av Cockerell 1937. Megachile simulator ingår i släktet tapetserarbin, och familjen buksamlarbin. Inga underarter finns listade i Catalogue of Life.